# Augyles letovi
Augyles letovi là một loài bọ cánh cứng thuộc họ Heteroceridae. Loài này được đặt tên theo ca sĩ-người viết lời bài hát người Nga Yegor Letov, trưởng ban nhạc rock Grazhdanskaya Oborona.
Loài bọ cánh cứng này được mô tả dựa trên mẫu vật được tìm thấy tại Việt Nam năm 1976. Năm 2018, loài này được nhà côn trùng học người Nga Alexey Sazhnev đến từ Viện Sinh học Nội thủy Papanin mô tả khoa học.
Loài bọ cánh cứng này có thân màu nâu nhạt với những đốm vàng trên lưng.